# Tiritiri Matangi Lighthouse
Tiritiri Matangi Lighthouse ist ein Leuchtturm auf der Insel Tiritiri Matangi am Hauraki Gulf 28 km nördlich von Auckland in der Region Auckland auf der Nordinsel Neuseelands. Er wird von Maritime New Zealand betrieben.
Der Leuchtturm wird mit seinen Nebengebäuden als besterhaltener Leuchtturmkomplex Neuseelands angesehen. und ist der älteste noch in Betrieb befindliche Leuchtturm des Landes. Er war der dritte permanente Leuchtturm des Landes und zeitweilig der leistungsstärkste Leuchtturm der Südhalbkugel.
Der 1864 aus Gusseisen gebaute Turm wurde am 1. Januar 1865 in Betrieb genommen und anfangs von einer Öllampe beleuchtet. 1925 wurde der Turm mit Hilfe eines rotierenden Acetylenbrenners automatisiert. 1947 bis 1984 war der Turm erneut bemannt. Dann wurde er erneut automatisiert. Dr letzte Leuchtturmwärter, Ray Walter, blieb bis zu seinem Ruhestand 2006 auf der Insel und arbeitete mit seiner Frau Barbara als Ranger des Department of Conservation.
Die Insel und das in der Nähe gelegene Besucherzentrum sind öffentlich zugänglich, das Turminnere nicht. Der Turm wird wie alle Leuchttürme Neuseelands von einem zentralen Kontrollraum am Sitz von Maritime New Zealand in Wellington ferngesteuert.
Am 25. Juni 1992 wurde der Turm vom New Zealand Historic Places Trust unter der Nummer 5403 als Historic Place Category I registriert.